# Jeramie Woods
Jeramie Bernell Woods (* 17. Februar 1991 in Berlin) ist ein ehemaliger deutsch-amerikanischer Basketballspieler. Der 1,95 Meter große Flügelspieler trägt aufgrund seiner Heimatstadt und seiner Sprungkraft den Spitznamen „Air Berlin“.

## Karriere
Woods begann seine Basketball-Vereinskarriere als Kind beim TSV Rudow in seiner Heimatstadt Berlin. Der Sohn einer Deutschen und eines US-Amerikaners wuchs teilweise in den Vereinigten Staaten nahe der Stadt Milwaukee auf und spielte an der West Bend West High School in West Bend (Bundesstaat Wisconsin).
Nach seiner Rückkehr nach Deutschland spielte Woods ab 2011 drei Jahre für den BBC Magdeburg: zwei davon in der Regionalliga sowie in der Saison 2013/14 in der 2. Bundesliga ProA, nachdem der Verein das Teilnahmerecht für die zweithöchste deutsche Spielklasse zugesprochen bekommen hatte.
Die Saison 2014/15 verbrachte Woods bei den Cuxhaven BasCats und die nachfolgende Spielzeit ebenfalls in der ProA, bei den Gotha Rockets. Im Sommer 2016 wurde er von Bundesliga-Absteiger Crailsheim Merlins verpflichtet. Nach einem Jahr im Aufgebot der Hohenloher zog er im Sommer 2017 zum ProA-Neuling PS Karlsruhe weiter. In 30 Spielen für Karlsruhe verbuchte Woods während der Saison 2017/18 im Schnitt 3,3 Punkte.
Anfang August 2018 wechselte er innerhalb der 2. Bundesliga ProA zu den White Wings Hanau. Er kam in der Saison 2018/19 im Schnitt auf 4,3 Punkte sowie 2,9 Rebounds pro Spiel, stieg mit Hanau aber aus der 2. Bundesliga ProA ab. Er wechselte anschließend zu den Baskets Wolmirstedt in die 1. Regionalliga. Ende Juni 2021 gelang ihm mit Wolmirstedt der Aufstieg in die 2. Bundesliga ProB. Dieser wurde durch zwei Siege in zwei Aufstiegsspielen errungen, nachdem die vorherige Regionalliga-Saison wegen der COVID-19-Pandemie abgebrochen worden war. Woods spielte bis Dezember 2021 für Wolmirstedt.